# Atenció a la dependència a Catalunya
L'atenció a la dependència a Catalunya ha tingut un desenvolupament normatiu com les altres comunitats autònomes.

## Abans de la llei de dependència
La Llei 13/2006, de 27 de juliol, de prestacions socials de caràcter econòmic establia en l'article 23 prestacions per a atendre necessitats bàsiques de persones amb disminució de mínim un 65% o tindre una edat superior als 65 anys amb unes condicions d'incompatibilitat amb altres prestacions. També, altra llei que tocava l'atenció dels dependents d'alguna manera era la Llei 11/2001, de 13 de juliol, d'Acollida Familiar per a Persones Majors, ja que establia el "marc jurídic per a l'acolliment familiar de persones majors com a servei social" per a aconseguir el seu benestar social com a alternativa a l'internament en institucions geriàtriques. La Llei 22/2000, de 29 de desembre, d'Acollida de Persones Majors ja disposava que l'acolliment familiar podria donar-se per a ajudar a una persona major per raó de discapacitat.

## Després de la llei de dependència
El Decret 115/2007, de 22 de maig, regulà el procediment de reconeixement de la situació de dependència.